# Saison 2012-2013 du Football Club féminin Juvisy Essonne
Maillots
Dernière mise à jour : 20 avril 2013.
Chronologie
Saison précédente Saison suivante
La saison 2012-2013 du Football Club Féminin Juvisy est la vingt-septième saison consécutive du club francilien en première division du championnat de France et la trente-deuxième saison du club à ce niveau depuis 1980.
Marie-Christine Terroni est à la tête du staff juvisien lors de cette nouvelle saison qui fait suite à une saison où le club a joué le titre jusqu'au bout, terminant finalement deuxième avec comme consolation, une qualification pour la quatrième fois de son histoire en Ligue des champions. Les objectifs pour cette saison sont donc ambitieux, le club souhaitant détrôner les lyonnaises de leur trophée de championnes de France et faire un parcours honorable au niveau européen.
Le FCF Juvisy va également évoluer au cours de la saison en Ligue des champions, où le club est exempté de premier tour grâce au bon coefficient UEFA de la France. Le club se fait cependant éliminé dès les huitièmes de finale de la Coupe de France lors d'un choc face au Paris SG qui s'impose deux buts à zéro.

## Avant saison

### Transferts
En ce début de saison dans l'élite, le club cherche à se renforcer et enrôle quatre nouvelles joueuses, Camille Catala de l'AS Saint-Étienne, Julie Soyer et Laure Lepailleur du Paris Saint-Germain et Sandrine Dusang de l'Olympique lyonnais. À la trêve hivernale, le club se renforce encore en enrôlant l'internationale Ukrainienne, Iryna Zvarych.
Le club fait également face à plusieurs départs, puisque Laëtitia Tonazzi rejoint l'Olympique lyonnais, Julie Debever l'AS Saint-Étienne et Stéphanie Léocadie la VGA Saint-Maur. Par ailleurs, une joueuse du club décide de prendre sa retraite de footballeuse, il s'agit de la gardienne de but de 29 ans, Audrey Malet.

### Préparation d'avant-saison
Avant son premier match officiel de championnat prévu le 9 septembre, le FCF Juvisy a programmé quatre matchs amicaux face au Dames Zulte Waregem, à l'EA Guingamp, à l'AS Montigny et à l'ASU Roannaise en clôture de leur stage à Marcilly.

## Compétitions

### Championnat

#### Phase aller - Journée 1 à 11

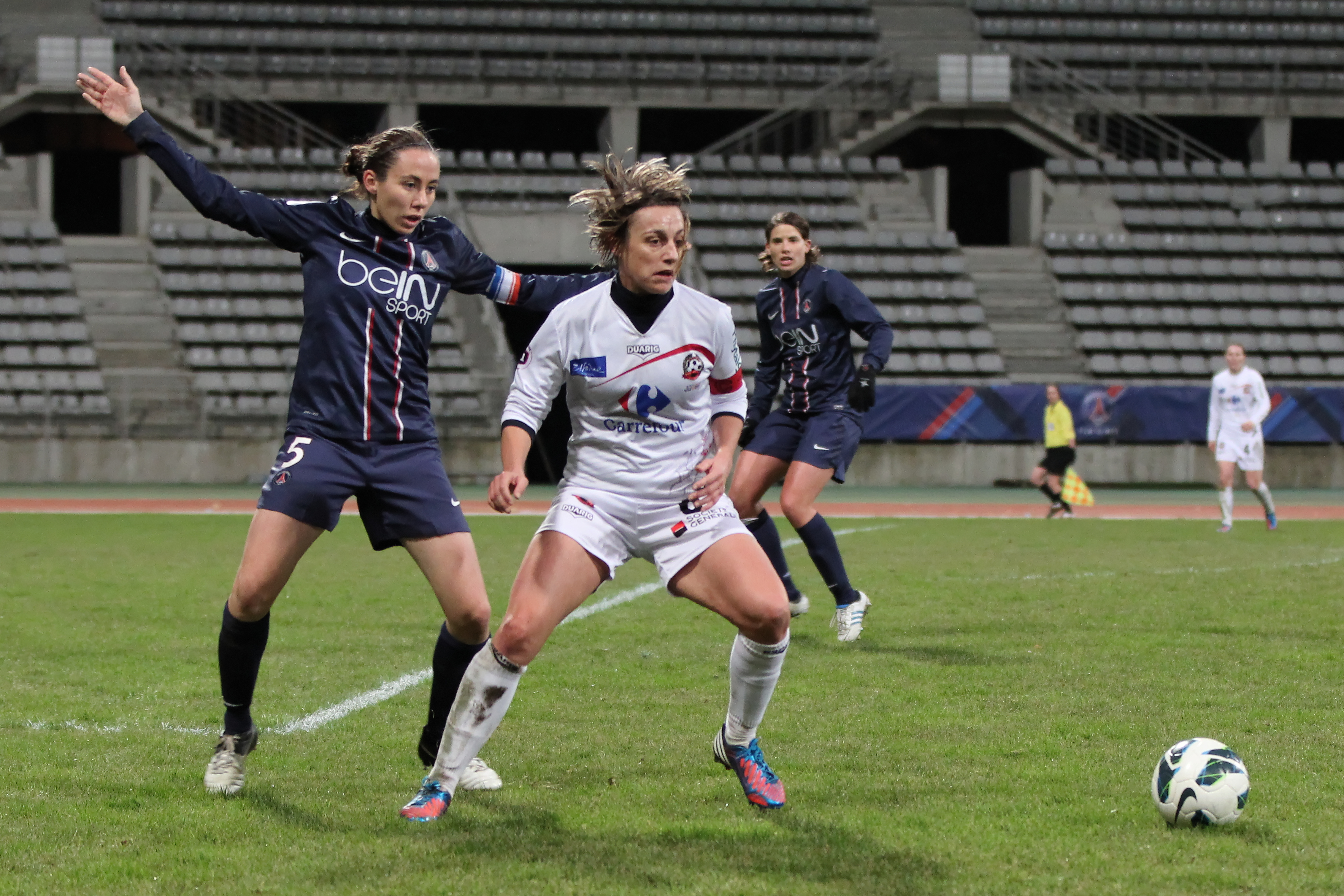
Duel entre Sandrine Soubeyrand et Sabrina Delannoy.

La saison 2012-2013 de Division 1 est la trente-neuvième édition du championnat de France de football féminin. La division oppose douze clubs en une série de vingt-deux rencontres. Les meilleurs de ce championnat se qualifient pour la Ligue des Champions (les deux premiers). Le FCF Juvisy participe à cette compétition pour la trente-deuxième fois de son histoire et a déjà été sacré champion à six reprises.
La compétition débute pour le FCF Juvisy, le dimanche 9 septembre 2012 à 15 h, par un match face à l'Arras FCF. Les Juvisiennes pour leur premier match de la saison, n'ont laissé aucune chance aux Arrageoises en les battant sur le score de six buts à zéro avec notamment un doublé de la Belge Janice Cayman. Lors de la seconde journée, ce sont les joueuses du FF Issy qui sont écrasées par les filles de Sandrine Mathivet sur le score de neuf buts à un, avec un coup du chapeau pour Julie Machart, avant que les Juvisiennes ne soient stoppées dans leur élan par le Rodez AF qui conserve son but inviolé la semaine suivante (0-0). Les Juvisiennes enchainent les contres performances lors de la quatrième journée, puisqu'elles s'inclinent face au FF Yzeure sur le score d'un but à zéro.
Lors du choc de la cinquième journée face à l'Olympique lyonnais, les filles de Sandrine Mathivet s'inclinent lourdement à domicile sur le score de quatre buts à zéro avec notamment un triplé de l'attaquante suédoise, Lotta Schelin. Les Juvisiennes se ressaisissent dès la journée suivante en allant s'imposer chez le FC Vendenheim sur le score de trois buts à zéro avec un doublé d'Inès Dhaou, puis en écrasant le Toulouse FC sur le score de six buts à zéro avec notamment un triplé de Gaëtane Thiney.
Lors de la huitième journée, les joueuses du FCF Juvisy réalisent une belle performance en venant à bout de leurs homologues de l'EA Guingamp sur le score de trois buts à un avec deux passes décisives de Camille Catala, avant d'écraser les joueuses de l'AS Saint-Étienne sur le score sans appel de cinq buts à zéro au stade Léon Nautin de Saint-Étienne, puis d'enchainer lors du choc de la dixième journée du championnat en s'imposant devant son public face au Montpellier HSC sur le score de deux buts à zéro. L'ultime match de la phase aller du club francilien se conclut par une courte défaite lors du derby face au Paris SG, sur le score de deux buts à un.

#### Phase retour - Journée 12 à 22
Pour son premier match retour et le dernier avant la trêve hivernale, les Juvisiennes s'imposent lors de leur second derby en une semaine face au FF Issy sur le score de quatre buts à zéro. La reprise du championnat s'effectue le 6 janvier, et les joueuses de Sandrine Mathivet entament cette année 2013 de la meilleure des façons en s'imposant sur le terrain du Rodez AF sur le score de trois buts à zéro. Le match de la 14e journée qui devait les opposer au FF Yzeure est reporté à une date ultérieure du fait des conditions climatiques sur la région parisienne. Après une qualification facile en Coupe de France, les Juvisiennes vont céder face à l'Olympique lyonnais lors du choc de la 15e journée, sur le score de deux buts à zéro, mais se ressaisissent dès la journée suivante en s'imposant quatre buts à zéro face au FC Vendenheim. Le 2 mars, les Juvisiennes jouent leur match en retard de la quatorzième journée et s'impose trois buts à zéro face au FF Yzeure grâce entre autres à un doublé de Charlotte Fernandes. Lors de la journée suivante, les Franciliennes continue à imposer leur rythme en écrasant le Toulouse FC sur le score sans appel de cinq buts à zéro. Les filles de Sandrine Mathivet confirme par la suite face à deux équipes d'un calibre supérieur en s'imposant deux buts à zéro chez l'EA Guingamp puis quatre à zéro face à l'AS Saint-Étienne avec un doublé de Janice Cayman.

### Coupe de France

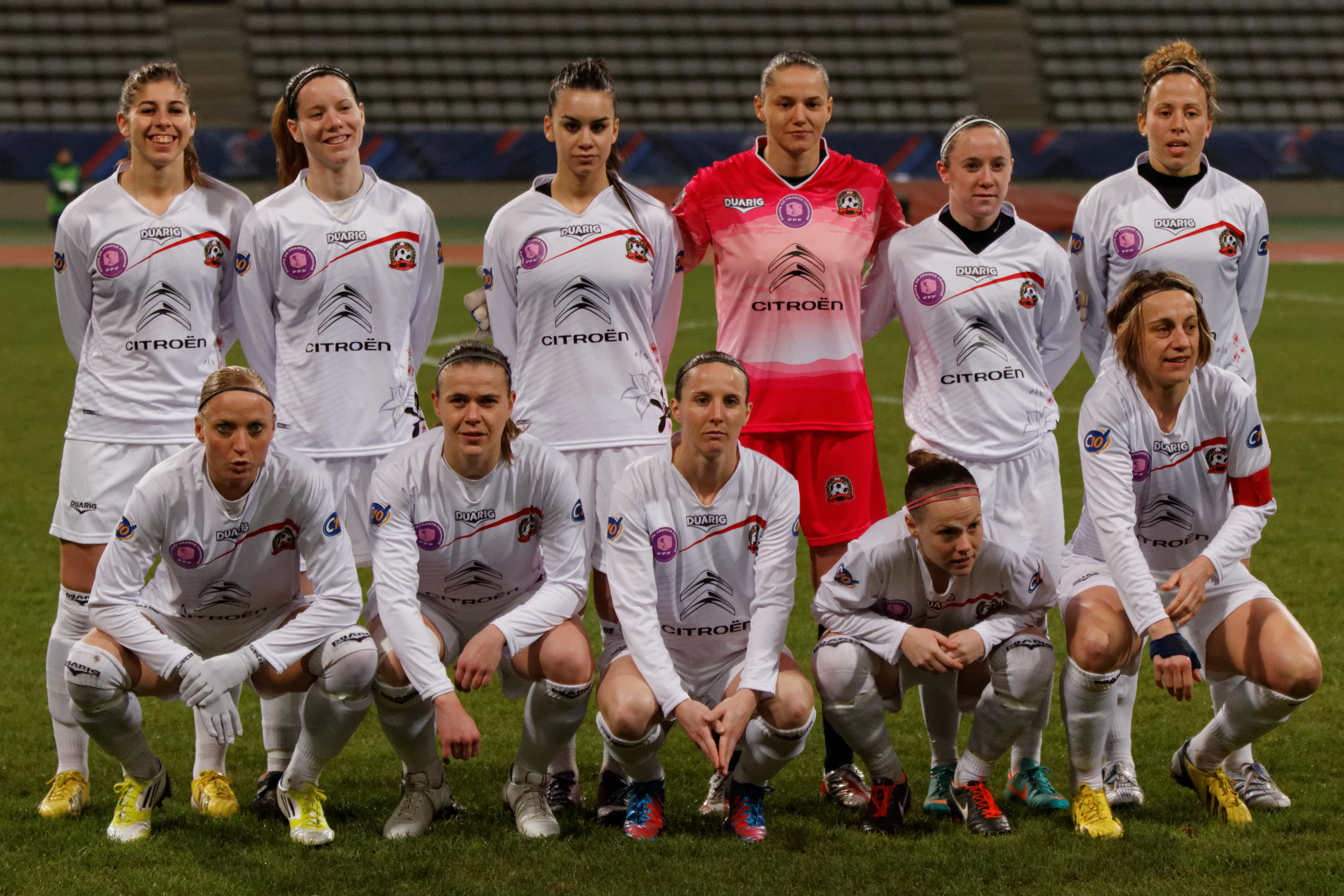
Équipe lors du match opposant le PSG au FCF Juvisy.

La coupe de France 2012-2013 est la 12e édition de la coupe de France, une compétition à élimination directe mettant aux prises les clubs de football à travers la France métropolitaine et les DOM-TOM. Elle est organisée par la FFF et ses ligues régionales.
Marinette Pichon effectue un tirage abordable pour les Franciliennes qui joueront à l'extérieur, face à l'ESM Gonfreville, qui évolue en Division d'Honneur. Les Juvisiennes assument leur statut en écrasant les normandes sur le score de dix buts à zéro avec notamment un quadruplé de Janice Cayman, puis son sans pitié non lors du tour suivant face à une autre équipe de Division d'Honneur, l'US Saint-Malo, qu'elles écrasent sept buts à zéro. Lors des huitièmes de finale, les Juvisiennes affrontent leurs voisines du Paris SG dans le choc de la journée qui tourne à l'avantage des secondes qui s'imposent grâce aux réalisation de Shirley Cruz Traña et de Kosovare Asllani, mettant fin au parcours du club francilien dans cette compétition.

### Ligue des champions
La Ligue des champions 2012-2013 est la douzième édition de la Ligue des champions, la plus prestigieuse des compétitions européennes inter-clubs. Elle est divisée en deux phases, une phase de qualification, qui consiste en huit mini-championnats de quatre équipes par groupe, les premiers poursuivant la compétition en seizièmes de finale. Puis une phase finale, décomposée en seizièmes de finale, en huitièmes de finale, quarts de finale, demi-finales et une finale qui se joue sur terrain neutre. En cas d'égalité, lors de la phase finale, la règle des buts marqués à l'extérieur s'applique puis le match retour est augmenté d'une prolongation et d'une séance de tirs au but s'il le faut. Les équipes sont qualifiées en fonction de leurs bons résultats en championnat lors de la saison précédente et le tenant du titre est l'Olympique lyonnais, formation française vainqueur du FFC Francfort lors de l'édition précédente (2-0).

#### Parcours en Ligue des champions
Qualifié directement en seizième de finale comme tête de série grâce à un bon coefficient UEFA, le FCF Juvisy étant classé 12e avec 38.400 points, le club évite les grosses équipes lors du tirage au sort des seizième de finale et tombe sur le FC Zürich Frauen, champion de Suisse, passé par le tour préliminaire.
Lors du match aller qui se déroule en Suisse, au Stade du Letzigrund à Zurich, les Juvisiennes ouvrent le score en début de seconde période par l'intermédiaire de Gaëtane Thiney, avant d'être rejoint en toute fin de match par les Suisses du FC Zürich Frauen grâce à un but de Inka Grings dans les arrêts de jeu. Lors du match retour, les Juvisiennes décrochent leur billet pour les huitièmes de finale à la 69e sur un pénalty de Gaëtane Thiney, elles gagnent ainsi le droit de défier les Norvégiennes du Stabæk Fotball lors du tour suivant.
Lors du huitième de finale aller qui se déroulent en Norvège, au Nadderud Stadion d'Oslo, filles de Sandrine Mathivet sont tenues en échec par les Norvégiennes du Stabæk Fotball zéro à zéro et ce malgré une nette domination lors de la rencontre. Les Juvisiennes se font peur lors du match retour, mené au score dès la 21e grâce à une réalisation de Kristy Moore, elle réagissent par l'intermédiaire de Janice Cayman puis de Sandrine Soubeyrand aux 40e et 69e minutes, obtenant ainsi leur qualification pour les quarts de finale de la compétition.
Lors du tirage au sort intégral des quarts, demi et finale qui a lieu le 27 novembre 2012, les Juvisiennes tombent sur les suédoises du Kopparbergs/Göteborg FC, qu'elles accueilleront lors du match aller avant de se rendre en Suède. En cas de victoire, les Franciliennes affronteront les gagnantes du match opposant l'autre équipe française, l'Olympique lyonnais, et l'autre équipe suédoise, le LBFC Malmö.
Malgré un match dominé par les Juvisiennes, le Kopparbergs/Göteborg FC ne rentre en Suède qu'avec un petit but encaissé sur une superbe frappe de Julie Machart. Résultat qui annonce un match compliqué pour les franciliennes lors du retour à Göteborg. Le match retour mets du temps à se décanter, mais devient compliquer pour les Françaises lorsque les Suédoises ouvrent le score à la 65e minute par Yael Averbuch. C'est alors grâce à une Camille Catala des grands soirs que les Juvisiennes vont renverser la vapeur, deux buts et une passe décisive pour Janice Cayman concluent la prestation de la joueuse juvisienne permettant à son club d'atteindre pour la première fois de son histoire les demi-finales de cette compétition où elles affronteront un autre club français, l'Olympique lyonnais.
En demi-finale aller, les joueuses de Sandrine Mathivet n'arrive pas à rehausser leur niveau de jeu face à l'Olympique lyonnais, double champion d'Europe en titre, et s'inclinent sur le score de trois buts à zéro dans un stade de Gerland en ébullition.

#### Coefficient UEFA
De par ses résultats dans cette Ligue des champions, le FCFJ acquiert des points pour son coefficient UEFA, utilisé lors des tirages au sort des compétitions de l'UEFA. De par sa qualification directe pour les seizièmes de finale, les juvisiennes ont d'ores et déjà remporté trois points bonus pour tout club atteignant ce niveau.
| Rang 2013 | Rang 2012 | Évolution | Club                | 2008-2009 | 2009-2010 | 2010-2011 | 2011-2012 | 2012-2013 | Total club | 33% CN | Coefficient |
| --------- | --------- | --------- | ------------------- | --------- | --------- | --------- | --------- | --------- | ---------- | ------ | ----------- |
| 1         | 1         | =         | Olympique lyonnais  | 13,000    | 21,000    | 24,000    | 24,000    | 20,000    | 102,000    | 27,390 | 129,390     |
| 2         | 2         | =         | FFC Turbine Potsdam |           | 22,000    | 22,000    | 19,000    | 8,000     | 71,000     | 26,619 | 97,619      |
| 3         | 3         | =         | FCR Duisbourg       | 19,000    | 19,000    | 19,000    |           |           | 57,000     | 26,619 | 83,619      |
|           |           |           |                     |           |           |           |           |           |            |        |             |
| 6         | 8         | +2        | WFC Rossiyanka      |           | 9,000     | 8,000     | 12,000    | 10,000    | 39,000     | 19,305 | 58,305      |
| 7         | 10        | +3        | Torres CF           |           | 15,000    | 9,000     | 8,000     | 13,000    | 45,000     | 12,210 | 57,210      |
| 8         | 13        | +5        | FCF Juvisy          |           |           | 12,000    |           | 16,000    | 28,000     | 27,390 | 55,390      |
| 9         | 6         | -3        | Umeå IK             | 11,000    | 16,000    | 2,000     |           |           | 29,000     | 19,305 | 48,305      |
| 10        | 5         | -5        | FFC Francfort       | 5,000     |           |           | 17,000    |           | 22,000     | 26,290 | 48,290      |

- Club encore en lice en Ligue des champions
- Indices UEFA pouvant encore évoluer

### Matchs officiels de la saison
Le tableau ci-dessous retrace les rencontres officielles jouées par le FCF Juvisy durant la saison. Les buteurs sont accompagnés d'une indication sur la minute de jeu où est marqué le but et, pour certaines réalisations, sur sa nature (penalty ou contre son camp).
| Compétition         | Débute au tour | Place ou tour final | Matches joués | Gagnés | Nuls | Perdus | Buts pour | Buts contre | Différence |
| Division 1          | -              | -                   | 19            | 14     | 1    | 4      | 60        | 11          | +49        |
| Coupe de France     | 1/32 de finale | -                   | 3             | 2      | 0    | 1      | 17        | 2           | +15        |
| Ligue des champions | 1/16 de finale | -                   | 7             | 4      | 2    | 1      | 8         | 6           | +2         |
| Total               | -              | -                   | 29            | 20     | 3    | 6      | 85        | 19          | +66        |

## Joueurs et encadrement technique

### Encadrement technique
L'équipe du FCF Juvisy est entrainée par Sandrine Mathivet, ancienne joueuse du club qui a remporté trois titres de championne de France sous les couleurs noires et blanches.

### Statistiques individuelles
| \| Mancion Trimoreau Soyer A.Butel Guilbert Thiney Soubeyrand G.Butel Coquet Catala Machart \| Équipe type de la saison. · D'après les temps de jeu à leur poste. |
| Mancion Trimoreau Soyer A.Butel Guilbert Thiney Soubeyrand G.Butel Coquet Catala Machart                                                                          |

| Joueuse             | Total |
| Gaëtane Thiney      | 16    |
| Camille Catala      | 15    |
| Janice Cayman       | 13    |
| Julie Machart       | 9     |
| Sandrine Soubeyrand | 7     |
| Charlotte Fernandes | 6     |
| Inès Dhaou          | 5     |
| Nelly Guilbert      | 5     |
| Amélie Coquet       | 3     |
| Emilie Trimoreau    | 2     |
| Kadidiatou Diani    | 1     |
| Sandrine Dusang     | 1     |

| Joueuse                   | Total |
| Camille Catala            | 7     |
| Gaëtane Thiney            | 6     |
| Julie Machart             | 5     |
| Emilie Trimoreau          | 3     |
| Janice Cayman             | 3     |
| Inès Dhaou                | 2     |
| Julie Soyer               | 2     |
| Sandrine Soubeyrand       | 2     |
| Amélie Coquet             | 1     |
| Gwenaëlle Butel           | 1     |
| Sandrine Dusang           | 1     |
| Virginie Bourdille-Mendes | 1     |

### Joueuses en sélection nationale
Pas moins de sept joueuses ont connu ou connaissent actuellement la joie d'évoluer sous les couleurs de l'équipe de France. Si Gaëtane Thiney et Sandrine Soubeyrand sont des cadres de la sélection, Sandrine Dusang, Julie Soyer, Amélie Coquet ou Camille Catala ont également été appelée avec les bleues au cours de la saison. Lors de la trêve hivernale, le club enregistre l'arrivée de l'internationale ukrainienne, Iryna Zvarych.

## Affluence et télévision

### Affluence
Affluence du FCFJ à domicile

### Retransmission télévisée
Profitant de la médiatisation de la Coupe du monde, la FFF avait lancé le lundi 11 juillet 2012 l’appel d’offre pour les droits TV du championnat de France. Ces derniers ont été remportés par France Télévisions en duo avec la chaine Eurosport pour un contrat s'élevant à 110 000 euros.

## Équipe réserve et équipes de jeunes
La réserve juvisienne évolue en Division d’Honneur de Paris Île-de-France, soit deux divisions en dessous de l’équipe première. 
Le club francilien possède également une équipe des moins de 19 ans qui participe au Challenge National Féminin U19.